# Camminacammina
Camminacammina is een Italiaanse dramafilm uit 1983 onder regie van Ermanno Olmi. Het scenario is gebaseerd op het Bijbelverhaal over de reis van de wijzen uit het oosten.

## Verhaal
De wijze Mel gaat op reis, wanneer er een nieuwe ster aan de hemel verschijnt. De tocht zal hem geestelijk uitdagen. Hij sluit zich aan bij een groep gelijkgestemden en twee andere wijzen.

## Rolverdeling
| Acteur                | Personage          |
| --------------------- | ------------------ |
| Alberto Fumagalli     | Mel                |
| Antonio Cucciarrè     | Rupo               |
| Eligio Martellucci    | Kaipaco            |
| Renzo Samminiatesi    | Herder             |
| Marco Bartolini       | Cushi              |
| Lucia Peccianti       | Nohad              |
| Guido Del Testa       | Man in het bos     |
| Tersilio Ghelardini   | Man in het bos     |
| Adolfo Fanucci        | Man in het bos     |
| Fernando Guarguaglini | Arupa              |
| Anna Vanni            | Gezellin van Arupa |
| Giulio Paradisi       | Astioge            |
| Rosanna Cuffaro       | Vrouw van Astioge  |
| Simone Migliorini     | Eramo              |
| Stefano Ghelardini    | Broer van Eramo    |